# 老辺餃子館

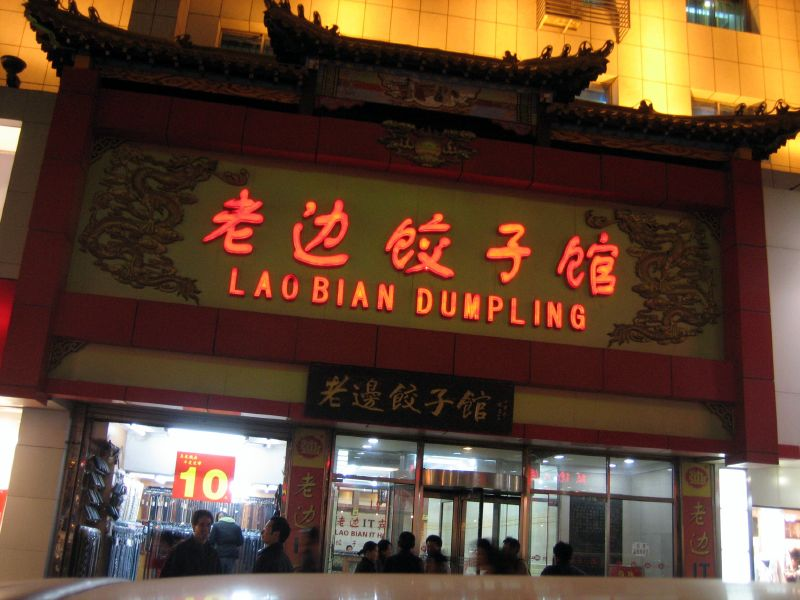
瀋陽地下鉄1号線中街駅そばの老辺餃子本館

老辺餃子館（ろうへんぎょうざかん、中国語: 老边饺子馆）は、本店が中国遼寧省瀋陽市にある、1829年に設立された餃子レストランである。中国の中華老字号に選ばれている。

## 歴史
老辺餃子館は清朝の道光に始まった。創業者の辺福は河北・任丘で生まれ、後に瀋陽で生計を立てた。1940年、辺家三世代目の辺霖が瀋陽の北陽市場に店を移した。五代目は、辺霖の孫にあたる辺疆で、彼は1990年代に引き継いだ。
現在、老辺餃子館の本店は瀋陽市の中心街の中街にあり、分店は遼寧省大連市、上海、北京、東京都新宿などにある。

## 参照項目
- 餃子
- 瀋陽市中街